# Parco nazionale di Killarney
Il parco nazionale di Killarney (in irlandese: Páirc Náisiúnta Chill Airne; in inglese: Killarney National Park) racchiude un'area di circa 10.000 ettari di territorio montano e lacustre della contea del Kerry, nell'Irlanda sud occidentale. È il primo parco nazionale istituito in Irlanda.

## Storia
I 4.000 ettari che compongono il nucleo del parco, originariamente conosciuto come tenuta Muckross, furono donati dal senatore statunitense Bourn Vincent e dai suoi genitori al paese, che vi istituì in principio una  "fattoria aperta al pubblico". A partire dagli anni settanta l'allora tenuta Kenmare acquisì i territori adiacenti, tra cui i tre laghi, la Knockreer House e Demesne, fino a far raggiungere al parco l'estensione attuale. Con l'estensione del parco l'impostazione che ne fu data variò a favore della salvaguardia dell'ambiente.

## Clima
Le correnti atlantiche mitigano il clima del parco. Raramente la temperatura scende sotto lo zero termico, le precipitazioni sono molto frequenti e l'estate è mite, e ciò favorisce la crescita e lo sviluppo di flora e fauna.

## Geografia
Il parco si trova all'inizio della penisola di Iveragh, e la stretta strada che lo attraversa da nord a sud-ovest fa parte del Ring of Kerry, un itinerario turistico percorso normalmente in auto.
Da questa strada, pressappoco in corrispondenza del lago centrale, parte un breve e ripido sentiero che si dirige verso le cascate di Torc, di 18 m di salto.

## Flora e fauna
Grazie al clima favorevole, il parco vanta una variegata quantità di specie di piante e si possono trovare felci verdi in qualsiasi stagione dell'anno. Si possono incontrare inoltre diverse specie di animali, tra cui i cervi, gli scoiattoli, le donnole e svariati tipi di uccelli. Nella parte alta del parco è diffusa la pastorizia.

## Galleria d'immagini

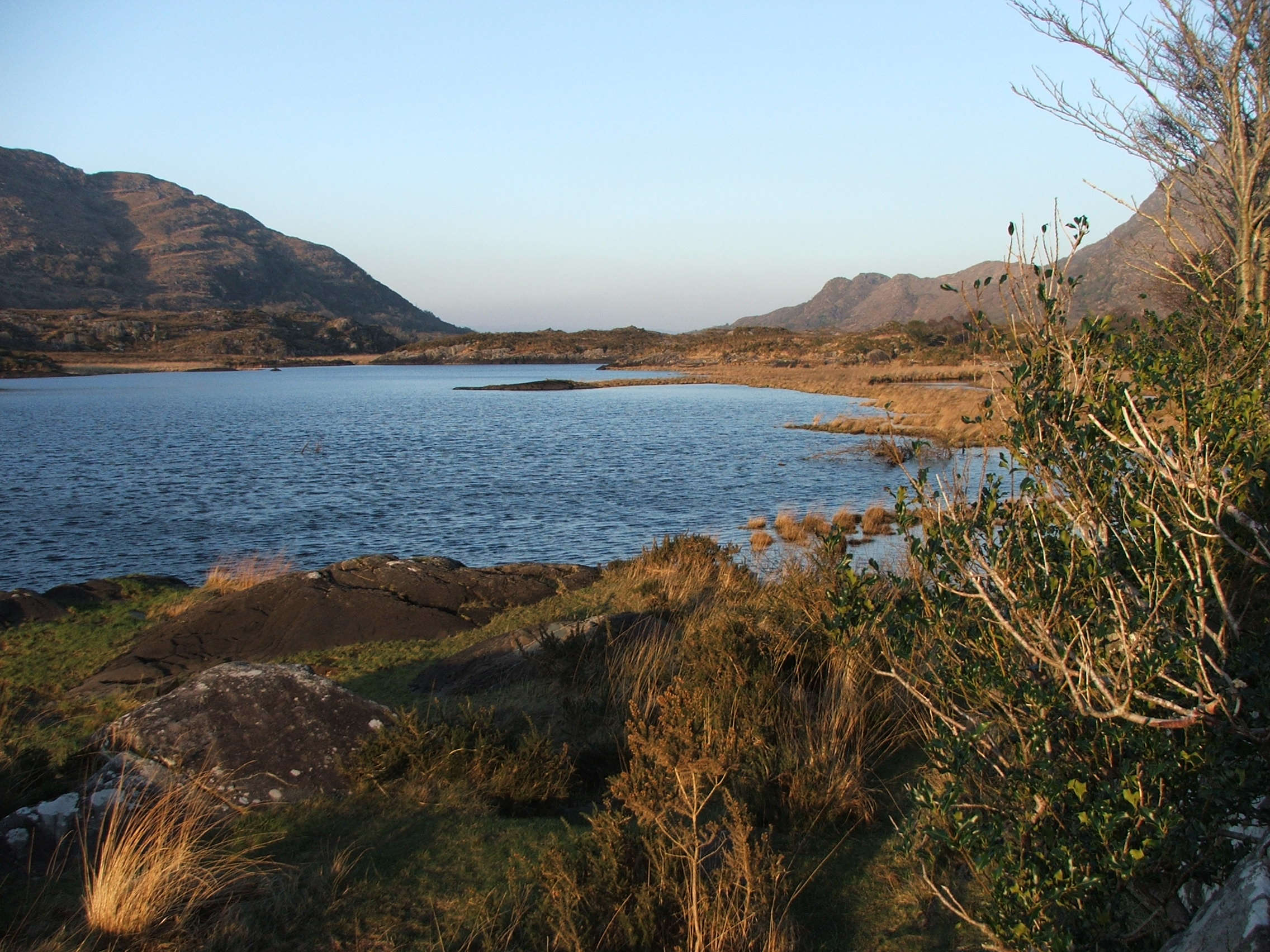
Vista da nord
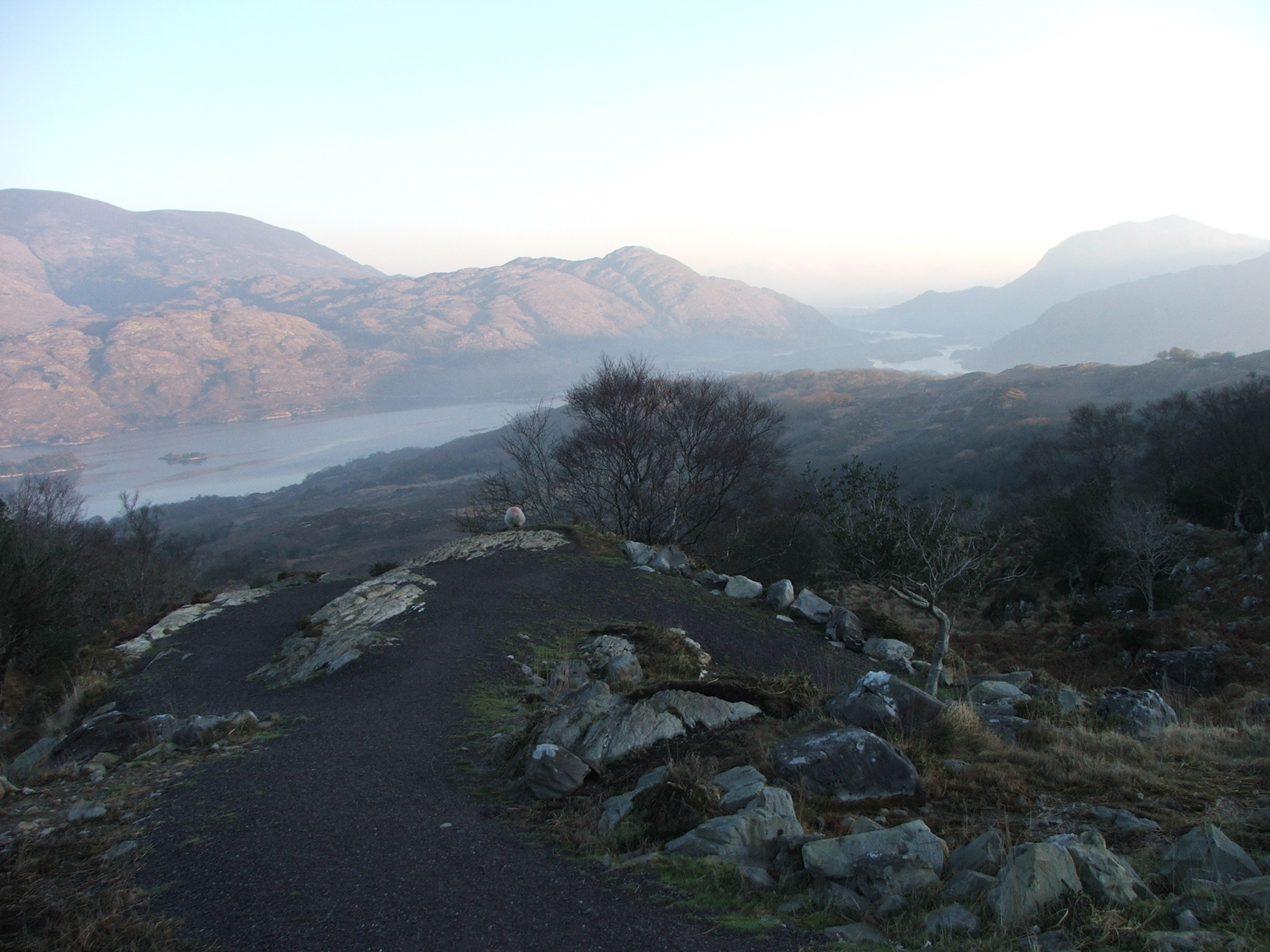
Vista da sud
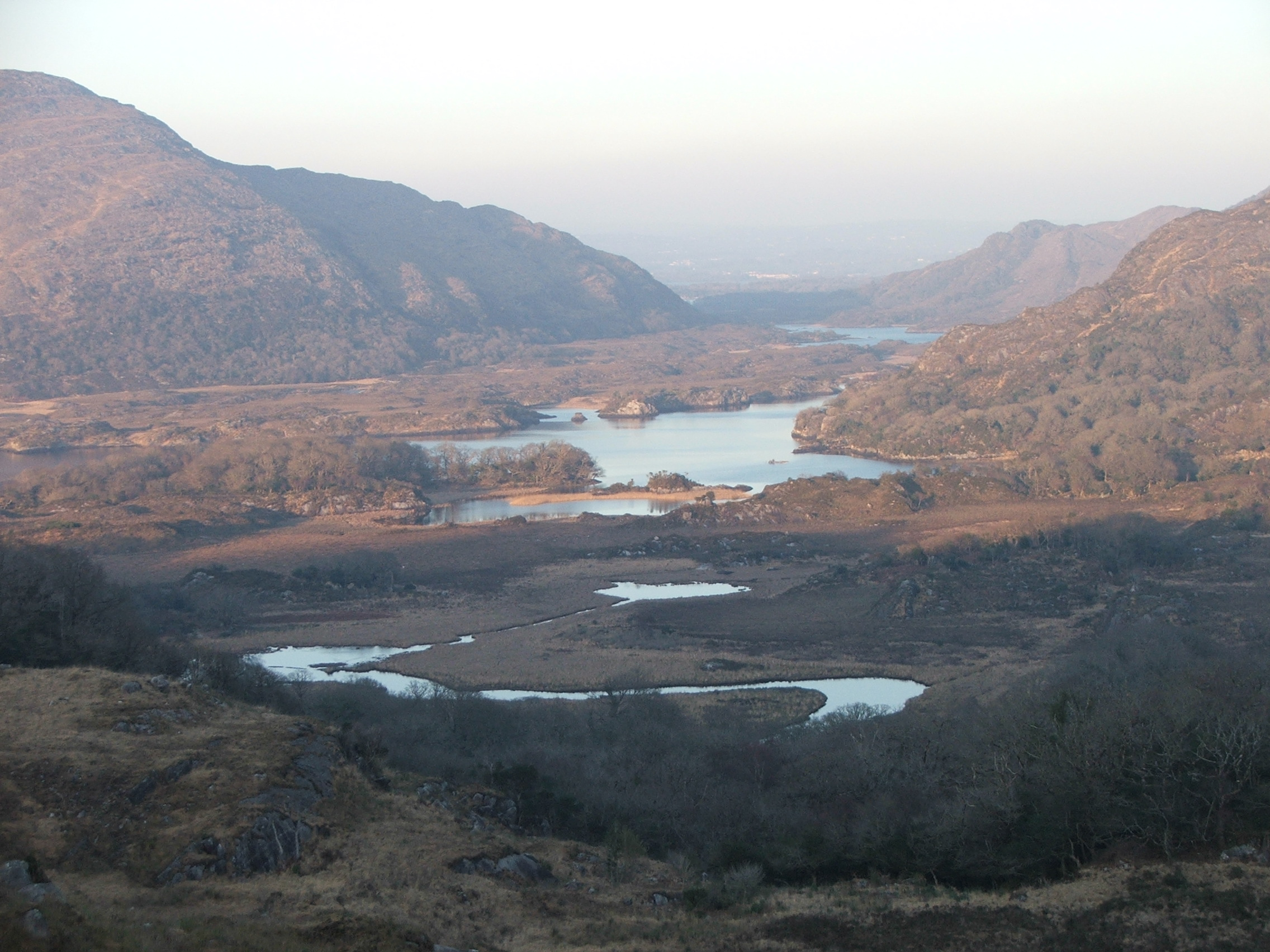
Vista da sud
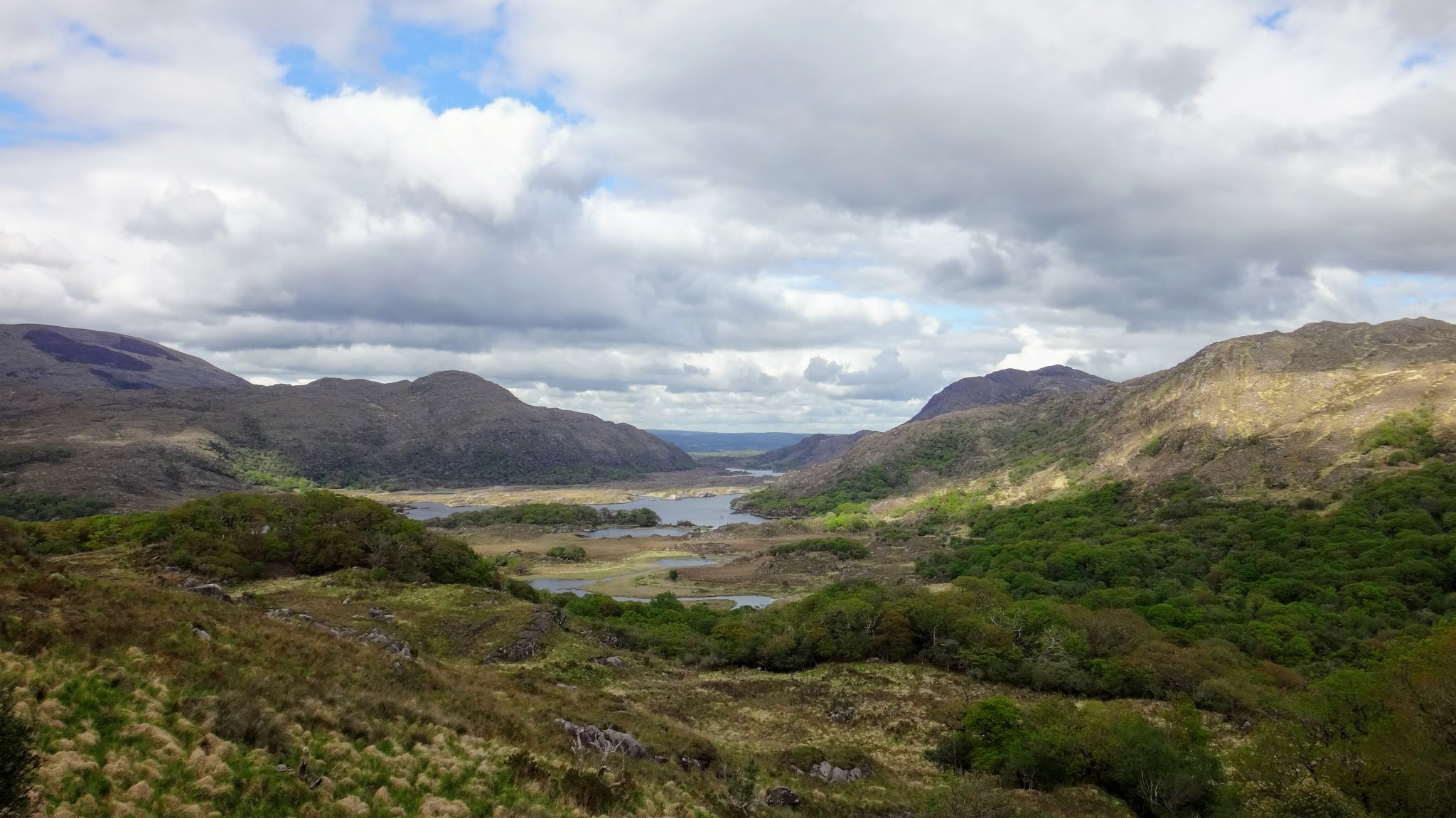
Ladies View